# Chiesa di Ognissanti (Bergamo)
La chiesa di Ognissanti, conosciuta anche come tempio di Ognissanti, è un luogo di culto cattolico posto all'interno del Cimitero monumentale di Bergamo.

## Storia
Il 30 aprile 1962 il consiglio comunale di Bergamo approvò la costruzione di un edificio di culto nel cimitero cittadino. Il tempio dedicato a tutti i santi fu realizzato nel 1962 su progetto dell'ingegnere Pietro Milanesi con la posa della prima pietra proprio il giorno della festa della sua dedicazione, con la benedizione del vescovo di Bergamo Giuseppe Piazzi. L'edificio venne edificato in breve tempo, entro tre anni fu infatti agibile al culto. La chiesa è di proprietà dell'amministrazione comunale di Bergamo, che l'ha concessa in gestione ai frati cappuccini.
Durante giorni del coronavirus la chiesa è diventata la camera mortuaria dei tanti morti della città orobica.

## Descrizione
La chiesa presenta un'unica aula, con il presbiterio a cui si accede da quattro gradini in marmo nero dove spiccano i mosaici del bergamasco Trento Longaretti eseguiti nel 1970. Le figure a grandi dimensioni di angeli e di santi sono poste lungo le pareti del presbiterio e sono raffigurate in movimento processuale fino a raggiungere la parte centrale dell'abside dove è posto il ciborio dove la luce dorata diventa quasi accecante. Longaretti realizzò anche le pitture sul timpano dell'ingresso principale e sulle travi delle facciate laterali.
Lungo le pareti dell'aula corre l'altorilievo di grandi proporzioni, con la raffigurazione della Via Crucis scolpita da Piero Brolis che racconta i passaggi della passione di Gesù a grandezza naturale in un susseguirsi di immagini. Le quattordici stazioni, sviluppate su 45,52 m. eseguite a fusione a cera persa dalla fonderia milanese d'Arte De Andreis di Quinto de' Stampi, sono suddivise su due fasce da sette stazioni ciascuna per un numero complessivo di ottantadue personaggi. Le figure sono molto plastiche e raffigurano un'unica storia che si sussegue coinvolgendo il visitatore portandolo a diventare parte viva all'evento. L'opera, che ha un peso complessivo di 98 quintali, fu inaugurata il 28 novembre 1971.
Il campanile della chiesa è fornito di due campane fuse dalla ditta bergamasca Angelo Ottolino. La minore in MI4 è posta montata su ceppo a ruota, mentre quella maggiore in RE3 è fissa a motore.